# Mark de Jonge
Mark de Jonge (Calgary, 15 de fevereiro de 1984) é um canoísta canadiano especialista em provas de velocidade.

## Carreira
Foi vencedor da medalha de bronze em K-1 200 m em Londres 2012.